# Champtocé-sur-Loire
 Champtocé-sur-Loire  es una población y comuna francesa, en la región de Países del Loira, departamento de Maine y Loira, en el distrito de Angers y cantón de Saint-Georges-sur-Loire.

## Demografía
| 1398 | 1384 | 1320 | 1233 | 1335 | 1533 |
| Para los censos de 1962 a 1999 la población legal corresponde a la población sin duplicidades (Fuente: INSEE [Consultar]) |      |      |      |      |      |